# Hippopsis albicans
Hippopsis albicans là một loài bọ cánh cứng trong họ Cerambycidae.